# ایهاب حسن
ایهاب حبیب حسن (۱۹۲۵-۲۰۱۵) نویسنده و نظریه پردازِ ادبی آمریکایی متولّد مصر است. حسن کتاب‌ها و مقالات متعددی منتشر کرده‌است که بیشتر آن‌ها در مورد نظریهٔ پسانوگرایی (پسامدرنیسم) در ادبیات داستانی است.

## مقایسهٔ مدرنیسم و پسامدرنیسم
در جدول زیر٬ که به جدول مقایسهٔ مدرنیسم و پسامدرنیسم ایهاب حسن مشهور است٬ از مقالهٔ به سوی مفهوم پسامدرنیسم ٬ حسن به تبیین تفاوت‌های ادبیات نوگرا و پسانوگرا پرداخته است.
| نوگرایی (مدرنیسم)           | پسانوگرایی (پسامدرنیسم)   |
| --------------------------- | ------------------------- |
| رمانتیسیم/سمبولیسم          | پاتافیزیک/دادائیسم        |
| شکل (پیوسته٬ بسته)          | پادشکل (ناپیوسته، باز)    |
| هدف                         | بازی                      |
| طرح                         | تصادف                     |
| پایگان                      | هرج و مرج (آنارشی)        |
| چیرگی/کلام                  | فرسودگی/ سکوت             |
| موضوع هنری/ اثر پایان یافته | فرایند/ اجرا/هنر وقوعی    |
| فاصله                       | مشارکت                    |
| آفرینش/ تمامت سازی          | آفرینش زدایی/ شالوده شکنی |
| همنهاد                      | پادنهاد                   |
| حضور                        | غیاب                      |
| تمرکز                       | تفرق                      |
| ژانر/ مرز                   | متن/ بینامتن              |
| معناشناسی                   | فن بیان                   |
| جانشین                      | همنشین                    |
| اتصال                       | انفصال                    |
| استعاره                     | کنایه                     |
| گزینش                       | امیزش                     |
| ریشه/ عمق                   | ریزوم/ سطح                |
| تعویل/ خوانش                | علیه تعویل/ بدخوانش       |
| مدلول                       | دال                       |
| خواندنی                     | نوشتنی                    |
| روایت/ تاریخ کبیر           | ضد روایت/ تاریخ صغیر      |
| رمزگان مسلط                 | گویش فردی                 |
| علامت                       | اشتیاق                    |
| سنخ                         | جهش                       |
| تناسلی/ نره‌ای               | چندریختی/ نر و ماده‌ای     |
| پارانویا                    | روان‌گسیختگی               |
| خاستگاه/ علت                | تفاوت - تفاوط / رد        |
| اب (خدای پدر)               | روح‌القدس                  |
| متافیزیک                    | طنز                       |
| حتمیت                       | عدم حتمیت                 |
| استعلا                      | حلول                      |